# Blaukehlnymphe
Die Blaukehlnymphe (Lampornis clemenciae) ist eine Vogelart aus der Familie der Kolibris (Trochilidae). Die Art hat ein großes Verbreitungsgebiet in Mexiko und den Vereinigten Staaten. Der Bestand wird von der IUCN als „nicht gefährdet“ (least concern) eingeschätzt.

## Merkmale
Die Blaukehlnymphe erreicht eine Körperlänge von etwa 12 bis 13,5 Zentimetern, wobei die Männchen ca. 8 Gramm und Weibchen ca. 6 Gramm wiegen. Das Männchen hat einen weißen Hinteraugenstrich, der in starkem Kontrast zum grünen Oberkopf, den dunklen Wangen und der glitzernd blauen Kehle, die meist von einem weißen Bartstreifen gesäumt ist, steht. Der Nacken und die Oberseite sind grün. Die oberen Schwanzdecken sind schwärzlich. Die Unterseite ist schmutzig grau und von grünen Flecken an der Seite und an der Brust durchzogen. Die Unterschwanzdecken sind weiß gesäumt. Der Schwanz ist blauschwarz mit breiten weißen Flecken an den äußeren Steuerfedern. Die Färbung des Weibchens ist ähnlich, es hat aber eine dunkelgrüne Kehle.

## Verhalten
Die Blaukehlnymphe ernährt sich vom Nektar von Pflanzen wie Lobelien, Tabak, Bartfaden oder Salbei.

## Brutverhalten
Das Nest baut die Blaukehlnymphe an dünnen Zweigen in Feuchtgebieten, meist an Überhängen oder an Felsen. Im Nordwesten Mexikos brütet sie von März bis Juli, in Oaxaca von Juli bis September.

## Verbreitung und Lebensraum

Verbreitungsgebiet (grün) der Blaukehlnymphe

Die Blaukehlnymphe bevorzugt Kiefern- und Eichenwälder sowie deren Ränder oder Lichtungen mit Blumen. Bei der Nahrungssuche bewegt sie sich in den unteren und mittleren Straten. In den Ruhephasen kann sie auch in den oberen Straten sitzen und singen. Oft sieht man sie an Flussufern großer Ströme. Sie kommt in Höhenlagen zwischen 1800 und 3000 Meter vor.

## Lautäußerungen
Der Ruf klingt wie ein hohes piepsiges tsii, welches die Blaukehlnymphe oft im Flug von sich gibt. Auf den Ästen sitzend hört sich das kräftiger nach tschuk oder sik, siik an.

## Unterarten
Bisher sind drei Unterarten bekannt:
- Lampornis clemenciae phasmorus (Oberholser, 1974)[3] ist in den Chisos Mountains im Big-Bend-Nationalpark verbreitet.
- Lampornis clemenciae bessophilus (Oberholser, 1918)[4]  kommt im Südwesten der USA, sowie im Nordwesten Mexikos vor.
- Lampornis clemenciae clemenciae (Lesson, RP, 1830)[5] ist als Nominatform im Süden der USA und über das nordöstliche, zentrale und südliche Mexiko verbreitet.

## Etymologie und Forschungsgeschichte
René Primevère Lesson beschrieb die Blaukehlnymphe unter dem Namen Ornismya Clemenciae. Das Typusexemplar stammte aus Mexiko und befand sich in der Sammlung von François Victor Masséna. 1827 führte William Swainson die Gattung Lampornis für die Rotkehlnymphe ein, der auch später die Blaukehlnymphe zugeordnet wurde.
Der Name Lampornis leitet sich von den griechischen Wörtern λαμπάς lampás für „Fackel, Leuchte“ und ὄρνις órnis für „Vogel“ ab. Das Artepitheton clemenciae ist Marie Clémence Lesson (1800–1834), geb. Dumont de Sainte-Croix, gewidmet, der zweiten Frau von Lesson. Bessophilus ist ein griechisches Wortgebilde aus  βῆσσα bēssa für „Waldschlucht“ und φίλος, φιλέω phílos, philéō für „liebend, lieben“. Phasmorus leitet sich aus den griechischen Wort φάσμα, φάσματος phásma, phásmatos für „Phantom, Gespenst, Erscheinung“ ab.